# Beatbox

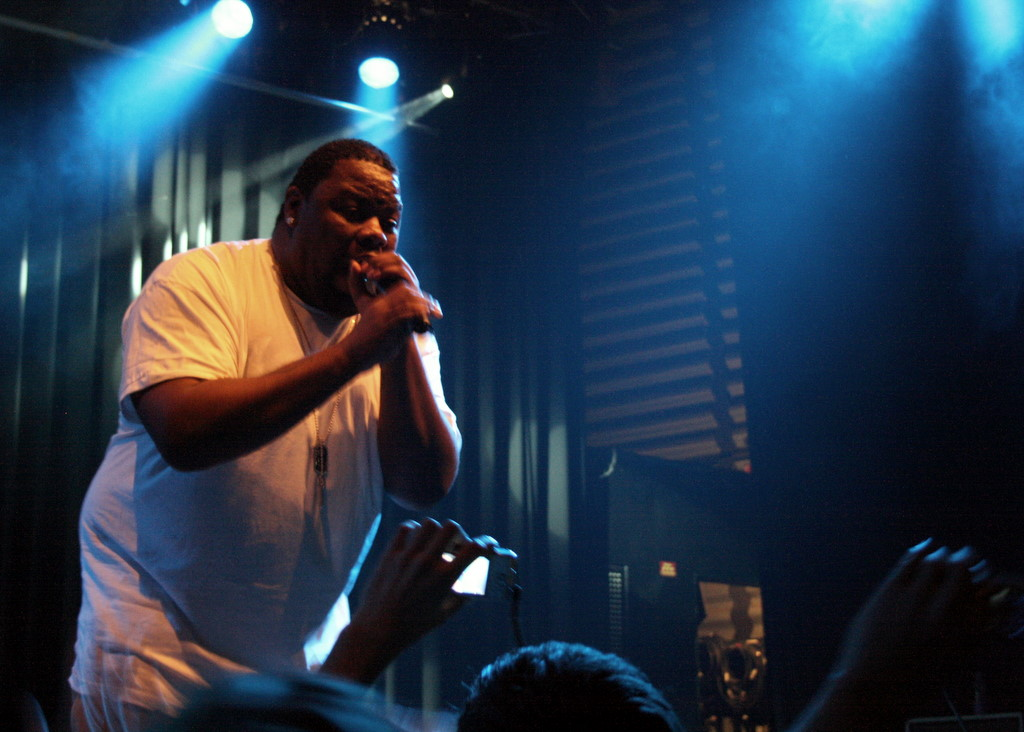
Biz Markie beatboxing

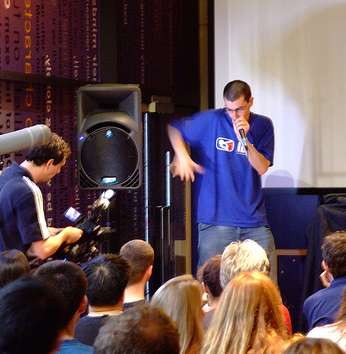
Shlomo beatboxing

Beatboxingul este o formă de percuție vocală care în primul rând implică arta de a imita sunete ca bătaile tobelor, ritm, și sunete muzicale, folosind gura, buzele, limba, vocea și altele. Mai implică și cântatul, imitația vocală a turntablismului (mixări de DJ), a trompetei, a coardelor, și a altor instrumente muzicale. Beatboxingul este conectat cu cultura hip hop, fiind numit al 5-lea element în cadrul acestui gen muzical, deși nu este limitat doar la hip-hop.

## Istorie

### Pre-istorie
Imitarea vocală sunetelor de percuție a existat de o lungă perioadă de timp. O tradiție a fost inventată în India înainte cu mii de ani, tehnica numită „Bol” ce se folosea la anumite ceremonii. Chinezii au conceput „Kouji”, prin care erau reprezentate artele. Acestea nu au legătură cu muzica Hip hop, și nu au o conexiune directă cu Hip Hop-ul modern din Est. Într-o tradiție africană interpretul își folosește corpul (bătând din palme, tropăind) pentru a produce sunete muzicale într-un ritm constant. Ei făceau sunete folosindu-și gurile inspirând și expirând aerul zgomotos, care se folosește și în beatboxingul de astăzi.

### Origini din Hip hop
Beatboxingul în hip hop apare din anii '80. Inițiatorii acestui gen de muzică sunt Doug E. Fresh, Buffy, Biz Markie de la formația Fat Boys și Wise. Doug E. Fresh s-a proclamat ca fiind primul „beatboxer uman”, Buffy ajutându-l la albumul The Art & Wise pentru a-i atrage și pe alții în acest fenomen. Mai târziu, Rahzel și Kenny Muhammad au promovat acest gen. Termenul „beatboxing” este derivat de la prima generație de boxe, cunoscute ca beatboxes.

### Beatboxingul modern
Popularitatea beatboxingului li se datorează în mare măsură artiștilor ca Codfish , D-low 
, Rahzel, Kenny Muhammad, și Matisyahu, care au promovat această formă artistică în lume. Sit-uri ca Humanbeatbox.com Arhivat în 10 septembrie 2009, la Wayback Machine. și YouTube au contribuit la promovarea acestui gen muzical.
Unul dintre cântăreții și muzicienii care au început să-și adauge propriile sunete muzicii sale a fost Michael Jackson în cântece ca „Billie Jean” sau „Who Is It”. El a admis că a avut nevoie de un aparat pentru a înregistra sunetele care îi veneau în minte pentru a nu le uita să le includă în melodii.
În 2005 Campionatul Mondial de beatboxing a fost organizat în Leipzig, Germania. Participanții au venit din toată lumea, incluzându-i pe Tom Thumb și Joel Turner (Australia), White Noise (Ireland), Roxorloops (Belgia), Poizunus (Canada), Faith SFX (UK). Finala a fost între Roxorloops (Belgium) și Joel Turner (Australia). Juriului i-a fost dificil să aleagă un câștigător și s-au desfășurat alte 2 probe suplimentare care s-au încheiat cu succesul lui Joel Turner, devenind campion mondial.
Recent, un campionat mondial de beatboxing (2009) a strâns 52 de beatboxer-i și foarte multe femei au concurat pentru titlu. Artista câștigătoare a fost Bellatrix (din Marea Britanie), și artistul suedez, ZeDe, sunt deținătorii trofeului.

### În România
Primul concert de beatbox in România a fost susținut de interpretul Rahzel la Cluj Napoca. Ervin Herskovics a castigat Campionatul de beatboxing din Satu Mare în 2007.
În perioada 4-6 martie 2011 Casa de Cultură a Sindicatelor Piatra-Neamț organizează primul concurs național de beatbox, Beatbox Romanian Battle.
Prima competitie oficiala din Romania a avut loc pe 25 noiembrie 2012 la Iasi : ROMANIAN BEATBOX BATTLE.. Un eveniment realizat de asociatia S'ART in parteneriat cu BEATBOX BATTLE Germania. Membrii juriului au fost BEE LOW [Fondatorul BEATBOX BATTLE], SPRITE [Campionul NESCAFE 3in1 BULGARIA BEATBOX BATTLE 2012] si RED ONE [fondatorul comunitatii beatbox din BULGARIA]. Primul campion oficial al Romaniei la Beatbox este VLOOD [Vlad Rotaru], vice-campion COSMIN [Cosmin Agache] si locul 3 MCB [Sergiu Bejenaru].

## Discografie selectată despre beatbox
Lista are melodii din discografii și reclame, care sunt cele mai notabile în istoria și popularitatea beatboxului.

### Anii '80
- The Fat Boys - The Fat Boys (1984)
- Doug E. Fresh & Slick Rick - The Show, b/w La Di Da Di (1985)
- Wise (Stetsasonic) - Just Say Stet (1985), Faye  (1986) & Stet Troop 88 (1988)
- Biz Markie - Goin' Off (includes beatbox track "Make The Music With Your Mouth, Biz") (1988)
- Vanilla Ice - Havin' A Roni - from To The Extreme (1990)

### Anii '90
- Rahzel - Make The Music 2000 (1999)

### Anii 2000
- Andre "D.R.E.S. tha BEATnik" Lett - Have Mic... Will Travel: The EP (2001)
- Kyle "Scratch" Jones - The Embodiment of Instrumentation (2002)
- Killa Kela - The Permanent Marker (2002)
- Rahzel - Rahzel's Greatest Knockouts! (2004)
- Marcelo D2 - Acústico Mtv  (2004)
- Björk - Medúlla (2004)
- Joel Turner - These Kids (2004)
- Biz Markie - Make the Music with your Mouth, Biz (2006)
- Kid Beyond - Amplivate (2006)